# 小行星5801
小行星5801（英語：5801 Vasarely）是一颗围绕太阳公转的小行星。1984年1月26日，安東寧·姆爾科斯在克列特发现了此天体。
这颗小行星的绝对星等为81.46357675174129等。